# Jan Čapek ze Sán
Jan Čapek ze Sán (†1452 után)  cseh huszita nemes, I. Ulászló magyar király hadvezére.
A magyar forrásokban először mint Ulászló lengyel–magyar hadseregének egyik vezére jelenik meg, amikor 1440. június 15 körül bevették az addig Erzsébet özvegy királyné és a csecsemő V. László magyar király birtokában bevett Győrt. De valószínűleg már akkor is seregvezér volt, amikor Ulászló április 21-én Lengyelország felől átlépte a magyar határt, hogy frissen választott királyként megkoronáztassa magát és birtokba vegye az országot. 
1443-ban részt vett Ulászló törökellenes hadjáratában, azonban a király 1444-es halálához vezető várnai csatában már nem. Ismeretlen okból visszatért Morvaországba, ahol Hukvalda várának tulajdonosa volt. A források 1452-ben említik utoljára. 